# Formule economice (matematică financiară)

## Dobânzi
Noțiunea de bază a matematicilor financiare este dobândă. Dobânda este o sumă de bani care se plătește de către debitor creditorului pentru un împrumut bănesc. 
Dobândă unitară este suma dată de o unitate monetară pe timp de un an, este notate i. Dobânda dată de 100 de unități monetare pe timp de un an se numește procent și este notat p. 
Pentru S unități monetare pe timp de un an se obține dobândă : 
D=Si=Sp/100; 
Pentru S u.m pe timp de t-ani, numită dobândă simplă este: 
D=S*i*t=S*p*t/100;

## Anuități
Anuitatea este împrumutul plus dobanda, rambursurile prin plăti anuale ;
A=T0*(1+i)/t
"T0" este creditul luat. 
"i" este  dobanda unitară. 
"t" este perioada (timpul) pe care este luat creditul 

## Asigurări. Rezerva Matematică
Vezi și Formule economice (economie financiară)